# Chabab Riadhi Oued Athmania
Maillots
Le Chabab Riadhi Oued Athmania, abrégée CR Oued Athmania ou plus couramment CROA, est un club de handball algérien situé à Oued Athmania dans la Wilaya de Mila. Le club, fondé en 2012, est le successeur de la Jeunesse sportive Oued Athmania fondée en 1975.

## Histoire
Club doyen dans la région, la JSOA est fondée en 1975. La ville ne disposant pas de salle, le club jouait ses matches dans la commune limitrophe de Aïn Smara.
À la suite de graves difficultés économiques, la JSOA est dissoute et est remplacée par le CR Oued Athmania en 2012. Le club perd alors le soutien de la commune qui accorde désormais sa confiance au Wifak Oued Athmania (créé en 2011).
En 2013, la construction d'une salle omnisports de 500 places permet aux clubs de handball de la commune de jouer à domicile.

## Résultats sportifs

### Palmarès
| Compétitions nationales |
| --- |
| - Championnat de Nationale 1B (1) - Champion en 2010 - Coupe d'Algérie - Huitième de finaliste en 2003 - Championnat de Division 3 Région de Constantine (1) - Champion en 2021 |

### Bilan saison par saison
| Saison                                      | Div.                                        | Championnat                                 | Rang                                        | Coupe d'Algérie                             |
| Jeunesse sportive Oued Athmania (1975-2012) | Jeunesse sportive Oued Athmania (1975-2012) | Jeunesse sportive Oued Athmania (1975-2012) | Jeunesse sportive Oued Athmania (1975-2012) | Jeunesse sportive Oued Athmania (1975-2012) |
| ------------------------------------------- | ------------------------------------------- | ------------------------------------------- | ------------------------------------------- | ------------------------------------------- |
| 2002-2003                                   |                                             |                                             |                                             | 1/8 de finale                               |
| 2003-2004                                   |                                             |                                             |                                             |                                             |
| 2004-2005                                   | ?                                           | Nationale 1B Est                            |                                             |                                             |
| 2005-2006                                   |                                             |                                             |                                             |                                             |
| 2006-2007                                   |                                             |                                             |                                             |                                             |
| 2007-2008                                   |                                             |                                             |                                             |                                             |
| 2008-2009                                   |                                             |                                             |                                             |                                             |
| 2009-2010                                   | 4                                           | Nationale 1B                                | 1er                                         |                                             |
| 2010-2011                                   | 3                                           | Nationale 3                                 |                                             | 1/16 de finale                              |
| 2011-2012                                   | 4                                           | Division 2 de la LRHC                       |                                             |                                             |
| Chabab Riadhi Oued Athmania (depuis 2012)   |                                             |                                             |                                             |                                             |
| 2012-2013                                   |                                             |                                             |                                             |                                             |
| 2013-2014                                   | 4                                           | Nationale 4                                 |                                             |                                             |
| 2014-2015                                   |                                             |                                             |                                             |                                             |
| 2015-2016                                   |                                             |                                             |                                             |                                             |
| 2016-2017                                   |                                             |                                             |                                             |                                             |
| 2017-2018                                   |                                             |                                             |                                             |                                             |
| 2019-2020                                   | 5                                           | Division 3 Région de Constantine            | play off                                    |                                             |
| 2020-2021                                   | 5                                           | Division 3 Région de Constantine            | 1er                                         |                                             |
| 2021-2022                                   | 4                                           | Division 2 Région de Constantine            |                                             |                                             |